# 성장통
성장통(중국어: 成長痛, 영어: growing pains)은 3~12세의 어린이에게 상대적으로 나타나는 일반적인 통증 증후이다. 이러한 통증은 일반적으로 관절보다는 근육에 위치하며, 팔 보다는 다리에 더 집중된다. 양쪽에 모두 영향을 주는 것이 보통이며 낮이나 밤 늦은 시각에 일어날 때 발생하며 통증은 온화한 정도에서 매우 심각한 정도에 이르기까지 다양하다. 통증은 아침까지는 없는 편이며 염증에 대한 객관적인 징후도 존재하지 않는다. 통증은 밤에 재발할 수 있으며 수일에서 수개월 동안 통증이 없을 수도 있다. 성장통은 다른 심각한 질병과 관련되지 않으며 보통 늦은 유년기에 해결되는 것이 보통이지만 어린이의 삶에 실질적인 영향을 끼치는 사례들이 종종 있다. 성장통은 1823년 프랑스의 한 의사에 의해 처음 기술되었다.

## 진단
다리를 저는 모습, 이동성의 상실, 육체적 징후가 없는 경우 다른 진단을 제외하기 위한 실험적 조사는 보장되지 않는다. 하지불안 증후군이 성장통으로 종종 잘못 진단되는 경우가 있다.

## 병인
성장통의 병인은 알려져 있지 않다.

## 치료
치료의 효과성에 대한 실질적인 연구는 없지만 국소 안마, 온욕, 전기 담요, 아세트아미노펜 등의 진통제가 종종 사용된다.

## 같이 보기
- 쥐 (의학)